# Cardiff

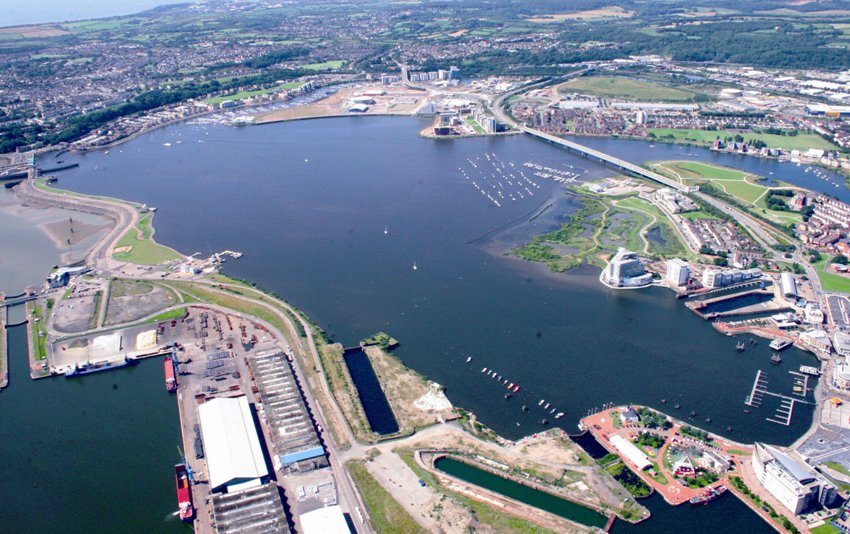
Cardiff Bay

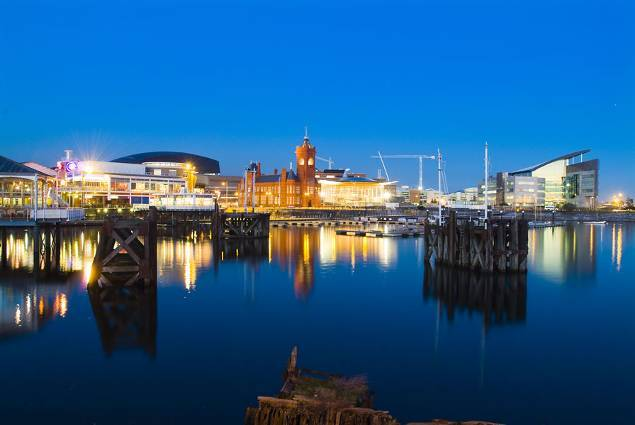
Cardiff Bay nachts

Cardiff [ˈkɑːdɪf] (walisisch Caerdydd [kairˈdiːð]) ist die Hauptstadt und bevölkerungsreichste Stadt von Wales im Vereinigten Königreich Großbritannien und Nordirland. Die Stadt liegt zusammen mit einigen Dörfern im Umland in der Principal Area City and County of Cardiff. Cardiff hat eine Bevölkerungszahl von 366.903 (Stand 2019). Im Großraum leben über 1.100.000 Einwohner.

## Geografie

### Landschaft
Cardiff befindet sich im Vereinigten Königreich, ganz im Süden von Wales an der breiten Mündung des Severn. Durch die Hafenstadt fließt der River Taff (wal. Afon Taf), von dem die Stadt ihren Namen hat: Caer Dydd – Fort am Taff mit Namensvariation Taf(f) zu Diff / Dydd. Eine andere, von modernen Gelehrten allerdings bestrittene Ableitung des Namens nach dem Historiker William Camden (1551–1623) geht auf Aulus Didius Gallus zurück: Caer Didi – Fort des Didius.

### Klima
|                       | Jan | Feb | Mär | Apr  | Mai  | Jun  | Jul  | Aug  | Sep  | Okt  | Nov  | Dez |   |      |
| Mittl. Tagesmax. (°C) | 6,9 | 6,9 | 9,2 | 11,9 | 15,1 | 18,1 | 20,0 | 19,8 | 17,5 | 14,1 | 10,1 | 8,0 | ⌀ | 13,2 |
| Mittl. Tagesmin. (°C) | 2,0 | 1,6 | 2,7 | 4,2  | 7,1  | 10,1 | 12,0 | 12,1 | 10,5 | 8,1  | 4,5  | 2,8 | ⌀ | 6,5  |
|                       |     |     |     |      |      |      |      |      |      |      |      |     |   |      |
| Niederschlag (mm)     | 91  | 67  | 76  | 57   | 64   | 66   | 74   | 80   | 92   | 96   | 100  | 98  | Σ | 961  |
|                       |     |     |     |      |      |      |      |      |      |      |      |     |   |      |
| Sonnenstunden (h/d)   | 1,7 | 2,5 | 3,8 | 5,6  | 6,6  | 6,9  | 6,8  | 6,3  | 4,8  | 3,0  | 2,4  | 1,6 | ⌀ | 4,3  |
|                       |     |     |     |      |      |      |      |      |      |      |      |     |   |      |
| Regentage (d)         | 15  | 10  | 12  | 10   | 11   | 9    | 9    | 10   | 11   | 13   | 14   | 14  | Σ | 138  |
|                       |     |     |     |      |      |      |      |      |      |      |      |     |   |      |
| Luftfeuchtigkeit (%)  | 87  | 85  | 83  | 78   | 78   | 79   | 80   | 80   | 82   | 85   | 86   | 87  | ⌀ | 82,5 |

| 2,0 |

| 1,6 |

| 2,7 |

| 4,2 |

| 7,1 |

| 10,1 |

| 12,0 |

| 12,1 |

| 10,5 |

| 8,1 |

| 4,5 |

| 2,8 |

| 2,0 |

| 1,6 |

| 2,7 |

| 4,2 |

| 7,1 |

| 10,1 |

| 12,0 |

| 12,1 |

| 10,5 |

| 8,1 |

| 4,5 |

| 2,8 |

## Geschichte
Jungsteinzeitliche Gräberfunde belegen eine Besiedlung des Gebiets um Cardiff seit etwa 4.000 v. Chr. Bis zur römischen Eroberung zählte die Gegend um das heutige Cardiff zum Machtbereich der britannisch-keltischen Silurer. Um das Jahr 75 n. Chr. errichteten die Römer im heutigen Stadtgebiet einen Militärstützpunkt; darüber hinaus lassen sich bis ins 4. Jahrhundert n. Chr. reichende römische Siedlungsspuren feststellen. Über die Geschichte nach dem Abzug der Römer bis zur Normannischen Eroberung ist hingegen wenig bekannt: Vermutet wird, dass mit der Aufgabe des Militärstützpunktes die Bedeutung des Ortes allmählich zurückging und die Siedlung schließlich ganz aufgegeben wurde.
Die Wurzeln des heutigen Cardiff liegen im Jahr 1081, als Wilhelm der Eroberer auf den Überresten des römischen Kastells eine Burg errichten ließ. Die erste Erwähnung des Ortes Cardiff datiert auf das Jahr 1093, als der Ritter Robert Fitzhamon, einer der Gefolgsleute Wilhelms, hier mit einem Lehen betraut wurde.
Im 13. Jahrhundert erhielt Cardiff das Stadtrecht, blieb aber bis zum 19. Jahrhundert ein relativ kleines Städtchen und erlebte dank der Industrialisierung und des Steinkohlenbergbaus einen ungeahnten Wachstumsschub. Die Familie Bute, der fast die ganze Stadt gehörte, ließ den Hafen ausbauen, der in der Folgezeit zum größten Kohlehafen der Welt avancierte.
Die Universität wurde 1883 errichtet und das Rathaus 1904. Im Jahr 1905 erhielt Cardiff erneut das Stadtrecht. Im Zweiten Weltkrieg richteten deutsche Luftangriffe erhebliche Zerstörungen in Cardiff an. Allein bei dem schwersten Angriff am 2. Januar 1941 kamen 165 Menschen ums Leben. Mehrere weitere Angriffe im März 1941 forderten zahlreiche weitere Todesopfer. Cardiff wurde am 20. Dezember 1955 Hauptstadt von Wales. Grund dafür war nicht seine Bedeutung für die walisische Geschichte, sondern die Tatsache, dass Cardiff von allen walisischen Städten die beste Infrastruktur besaß.
Nachdem das Hafengebiet wegen der Kohlekrise immer mehr vernachlässigt worden ist, wird es seit einigen Jahren in die Dienstleistungs- und Vergnügungszone Cardiff Bay umgewandelt.

## Politik

Wappen Cardiffs

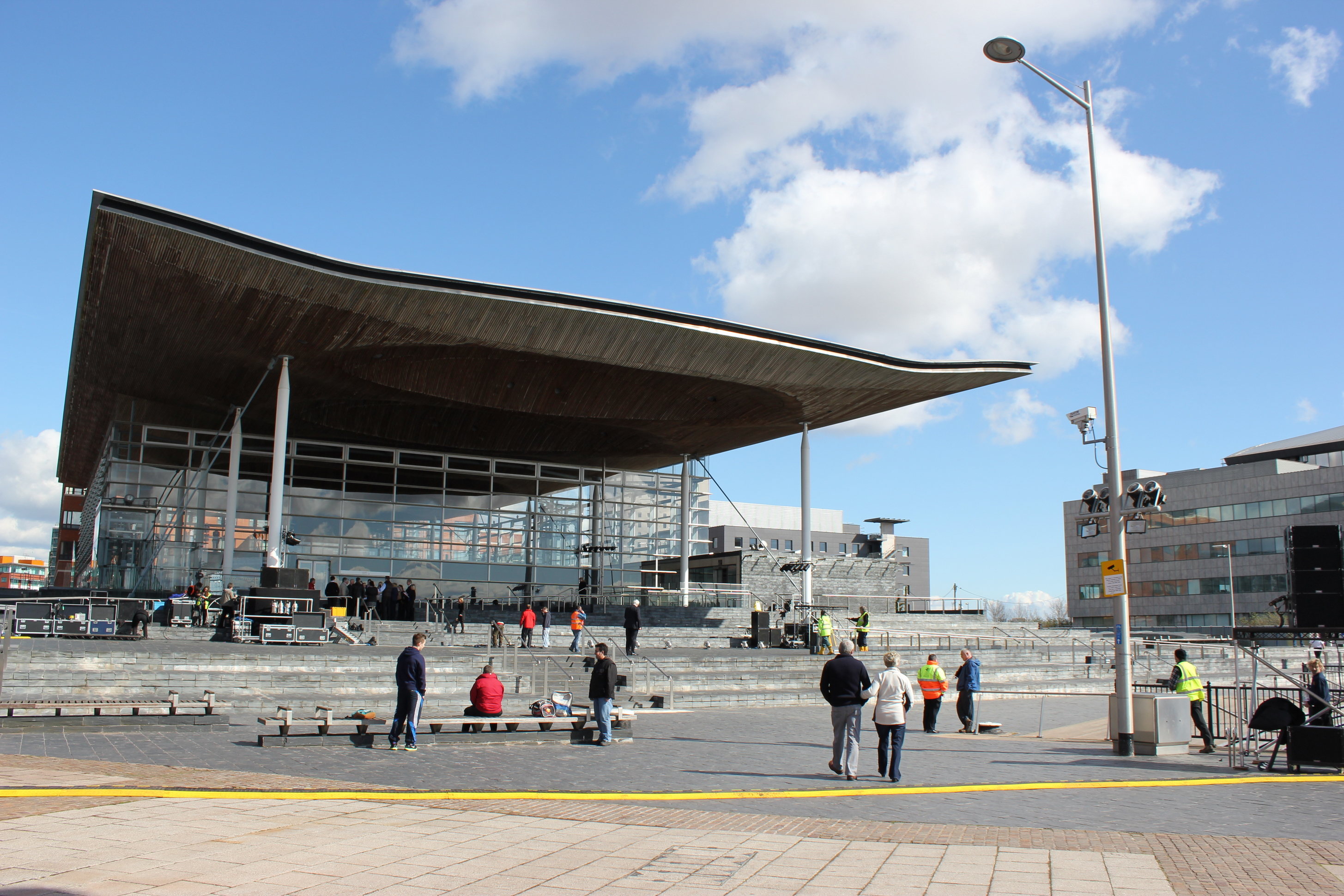
Senatsgebäude (2012)

### Verwaltung
In Cardiff hat die Verwaltung der Stadt, Cardiff Council, in der City Hall ihren Hauptsitz. Die Verwaltung der Grafschaft, Cardiff County Council, befindet sich in der County Hall in der Bucht von Cardiff. Das walisische Parlament (Welsh Parliament) hat seinen Sitz in der Senedd (Senat) in der Bucht von Cardiff; die Regierungsgebäude befinden sich hauptsächlich in Cathays Park. Der Bürgermeister von Cardiff ist Daniel De’Ath.

### Sicherheit
Für die Sicherheit in Cardiff und den umliegenden Gemeinden ist die South Wales Police zuständig. Mit ihren über 2.800 Beamten verfügt sie über 43 Dienststellen und über 770 Fahrzeuge. Die Hauptdienststelle befindet sich in Cardiff Bay.

### Städtepartnerschaften
Es bestehen Partnerschaften zwischen Cardiff und
- Hordaland, Norwegen
- Luhansk, Ukraine
- Nantes, Frankreich
- Stuttgart, Deutschland, seit 1955
- Xiamen, Volksrepublik China
- Sucre, Bolivien
- Lima, Peru

Darüber hinaus sind in Cardiff über 30 internationale Konsulate als Repräsentanz in Wales ansässig.

## Wirtschaft und Infrastruktur

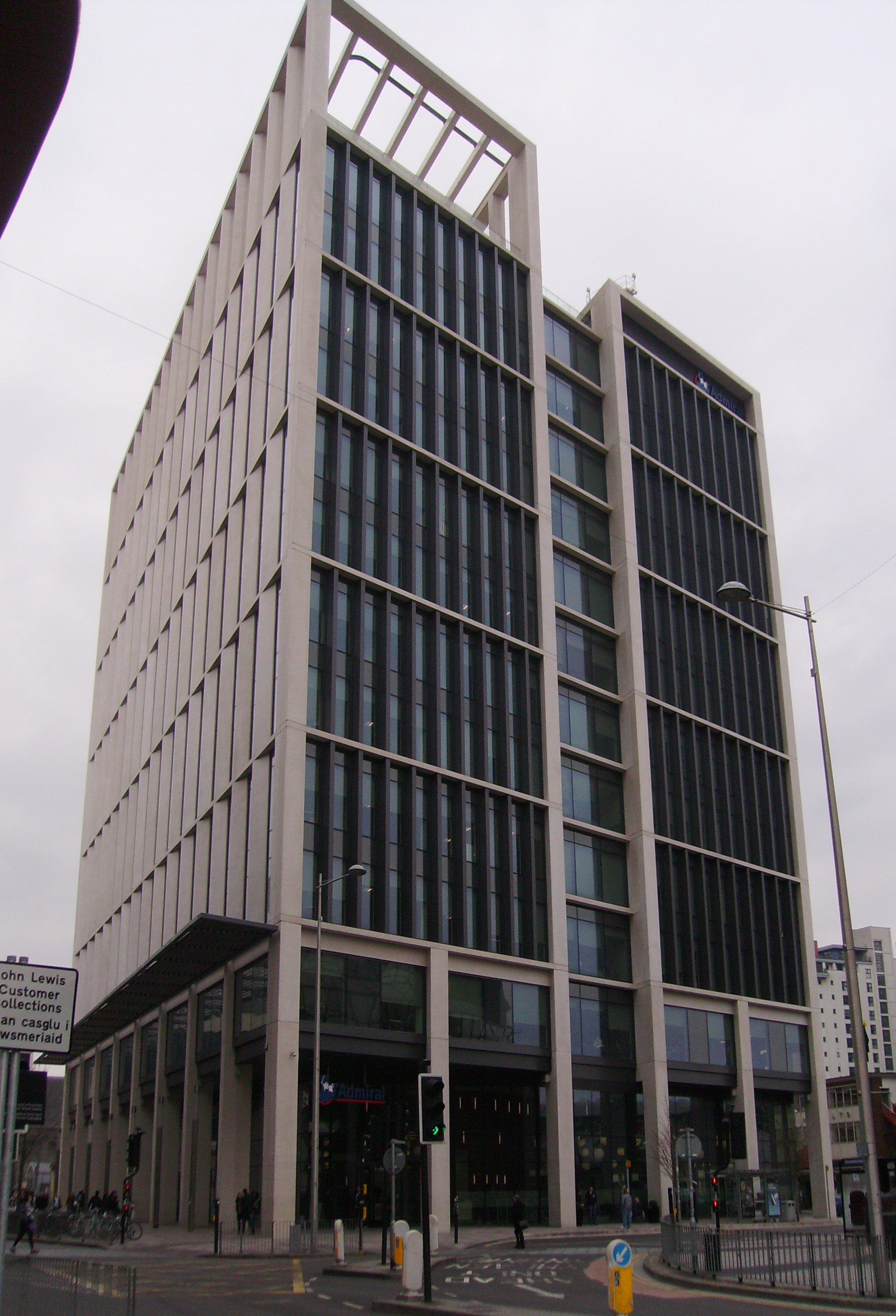
Admiral-Group-Hauptsitz

Der Hafen von Cardiff, auch Tiger Bay genannt, war einst einer der meistfrequentierten Häfen der Welt. Zudem war der Hafen von Cardiff einst der weltweit größte Umschlagplatz für Kohle. Er diente zur Verschiffung der Kohle aus den Minen in den weiter nördlich gelegenen Tälern. Mit dem Niedergang des Kohlebergbaus ist auch die Bedeutung des Hafens stark gesunken. Nach umfangreichen Modernisierungs- und Umbauphasen verfügt der Hafen heute über drei Schiffsschleusen sowie drei Anlegedocks. Der Hafenbereich entwickelte sich zu einem beliebten Treffpunkt für verschiedene Veranstaltungen und verfügt über mehrere Restaurants, Bars, Geschäfte und Hotels.
Cardiff ist heute das Finanz- und  Dienstleistungszentrum von Wales. Zu den neun wichtigsten Wirtschaftsbereichen zählen vor allem das Produktionsgewerbe wie Kraftfahrzeug- und Maschinenbau, Informationstechnologie, Finanzdienstleistungen und Versicherungen, Gesundheit und Tourismus.
Zu den größten Arbeitgebern der Stadt gehören unter anderen: Admiral Group, Legal & General, British Telecom Wales, Peacocks, MotoNovo Finance, Broomfield & Alexander, Glamorgan Telecom, Rhomco Consulting, Capital Law, Comtec, CPS Group, Brains Brewery, Arriva Trains Wales und Inexus.

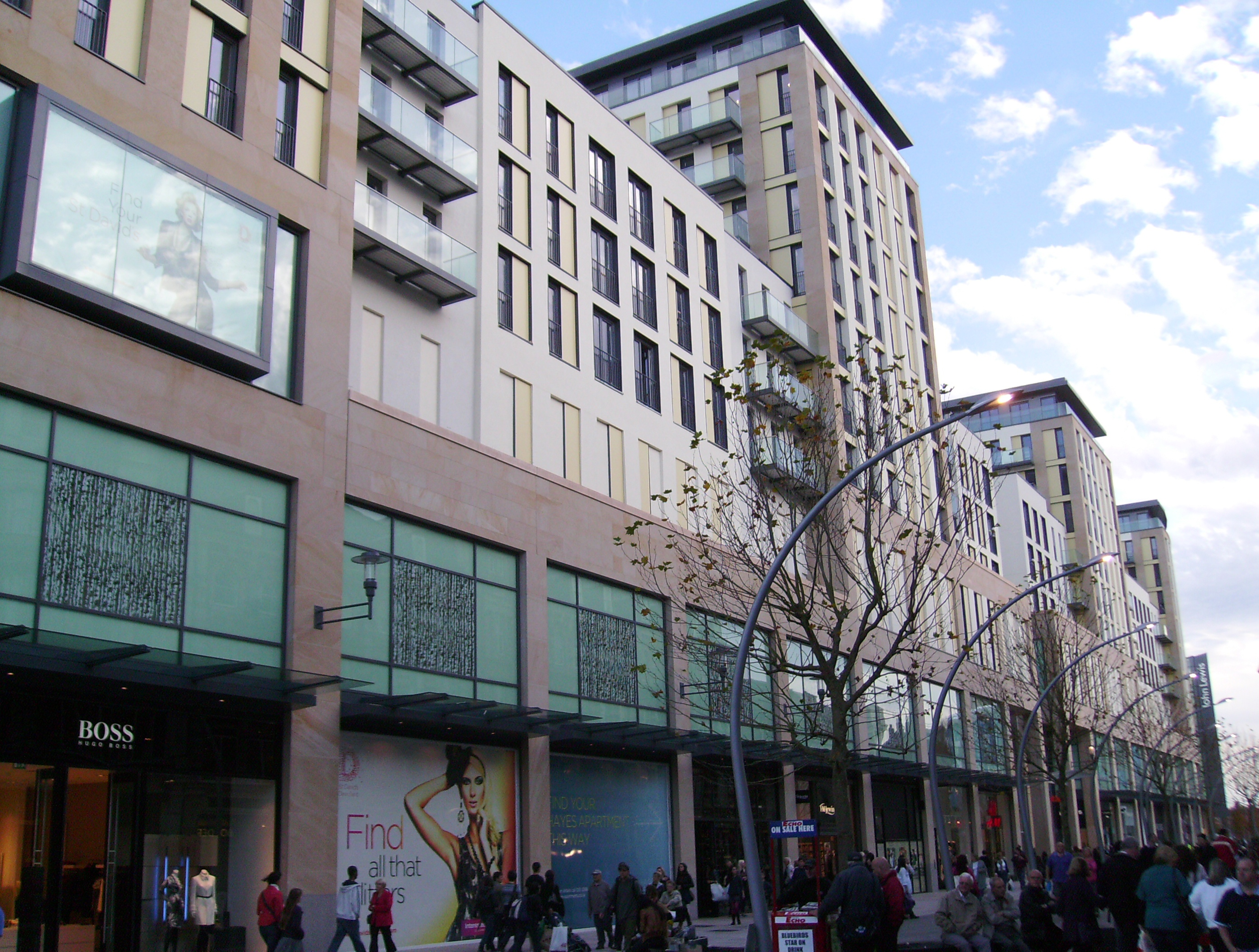
St. David Centre

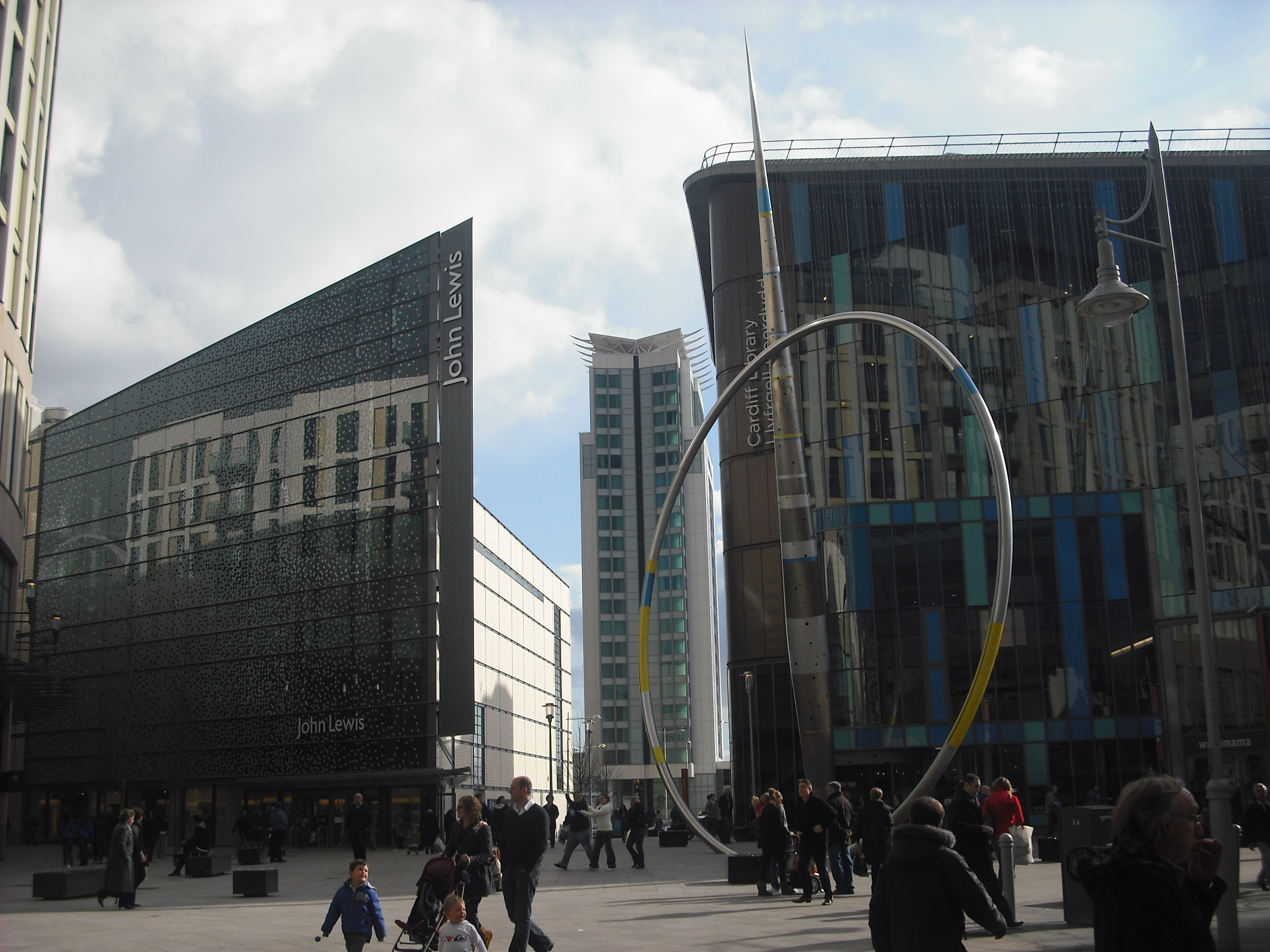
Cardiff City Centre

Die meisten Einkaufsmöglichkeiten in Cardiff konzentrieren sich in der Innenstadt um die Queen Street und St. Mary Street mit größeren Einkaufsgeschäften auch im Bereich des Hafens der Stadt. Nach Fertigstellung der zweiten Bauphase und kompletter Modernisierung des ersten Teils wurde das größte Einkaufszentrum der Stadt, das St. Davids Centre, im Jahre 2009 neueröffnet. Es verfügt über 130.000 Quadratmeter Fläche mit über 200 Geschäften. Somit zählt das Einkaufszentrum zu den größten im gesamten Großbritannien. Weitere Einkaufszentren sind Queens Arcade und das Capitol Centre.
Weitere Einkaufsmöglichkeiten bieten sich in der Fußgängerzone The Castle Quarter an. Diese ist nördlich der Stadt gelegen und man findet in ihr mehrere Einkaufsmöglichkeiten und Restaurants vor.

### Bildung
In Cardiff ist die forschungsstarke Cardiff University, die 1883 gegründet wurde und an der über 30.000 Studenten immatrikuliert sind, beheimatet. Die Cardiff University gehört zur Russell-Gruppe. An der Cardiff Metropolitan University, die 1865 gegründet wurde, studieren über 12.000 Studenten. An der 1841 gegründeten University of South Wales studieren über 3000 Studenten. Eine weitere Hochschule ist das Royal Welsh College of Music & Drama.

### Medien

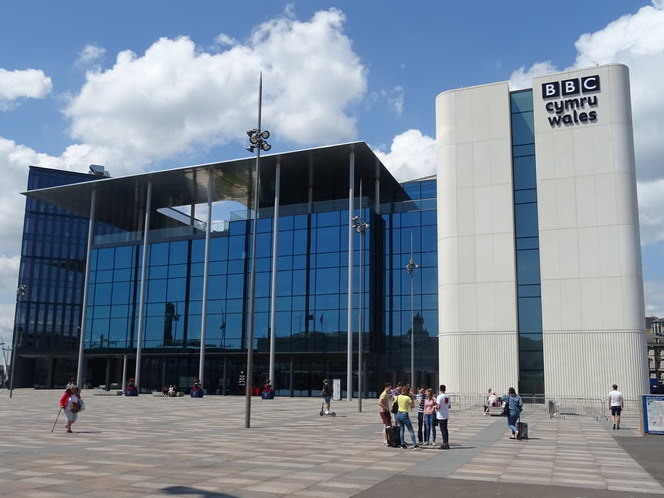
BBC-Wales-Broadcasting House

In Cardiff befinden sich die Hauptsitze der großen Senderketten wie zum Beispiel BBC Cymru Wales, ITV Wales, Made in Cardiff und S4C. Alle diese Sender verfügen über mehrere Sende- und Produktionsstudios und versorgen Wales komplett. Der TV Produktionssektor beschäftigt über 6000 Mitarbeiter bei über 600 Unternehmen. BBC Wales eröffnete 2012 neue Fernsehproduktionsstudios in Roath Lock. 2019 eröffnete BBC Wales ihr neues Hauptstudio gegenüber dem Hauptbahnhof. Die Pinewood Studios, die auch international Standorte betreiben, eröffneten 2014 ihr Filmstudio. Weitere landesweit empfangbare Sender werden in das digitale Kabelnetz eingespeist.
Cardiff ist beliebt bei Filmproduktionsgesellschaften. In den vergangenen Jahren wurden hier insbesondere von der BBC weltweit bekannte Fernsehserien, Fernseh- und Kinofilme produziert. Dazu gehören u. a. Casualty, Doctor Who, Merlin, The Sarah Jane Adventures, Torchwood, The Valleys, Upstairs Downstairs und Sherlock. Während die meisten in Cardiff abgedrehten Serien in London spielen, war im Doctor-Who-Ableger Torchwood Cardiff erstmals selbst das Handlungszentrum. Die Basis des Torchwood-Instituts befindet sich in der Serie unmittelbar vor dem Millennium Centre an der Cardiff Bay. Zusammen mit der (inzwischen geschlossenen) Doctor Who Experience, einem weitläufigen interaktiven Museum für Familien und langjährige Fans der Serie, trug diese Inszenierung der Stadt und insbesondere der Hafengegend zu einem deutlichen Zuwachs des internationalen Tourismus in Cardiff bei.
Die größten Tageszeitungen sind die South Wales Echo und Western Mail, die beide ihren Hauptsitz in der Park Street in der Innenstadt haben und von Media Wales Ltd. herausgegeben werden. Weitere Zeitungen sind die Capital Times, Echo Extra und die Südwales-Ausgabe der Metro.
In der Stadt haben mehrere Rundfunksender ihren Sitz, darunter Capital FM (South Wales), Heart, BBC Radio Wales, BBC Radio Cymru, Nation Radio, Radio Cardiff, Smooth Radio (Wales) und Xpress Radio.

### Gesundheit
In Cardiff befinden sich sieben NHS-Krankenhäuser. Dabei ist das größte Krankenhaus das University Hospital of Wales. Es ist das drittgrößte in ganz Großbritannien. Das University Dental Hospital befindet sich direkt gegenüber auf dem gleichen Gelände. Das Llandough Hospital befindet sich südlich der Stadt. Das neueste Krankenhaus ist das St. David’s Hospital, welches sich schwerpunktmäßig auf Kinder und ältere Personen ausgerichtet hat. Alle Krankenhäuser versorgen auch die umliegenden Gemeinden und Städte. Spire Healthcare ist ein privates Krankenhaus in Pentwyn.

### Verkehr

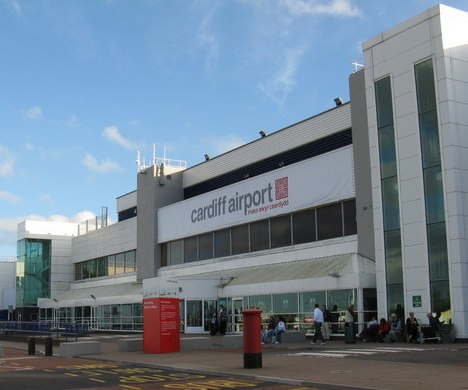
Cardiff International Airport

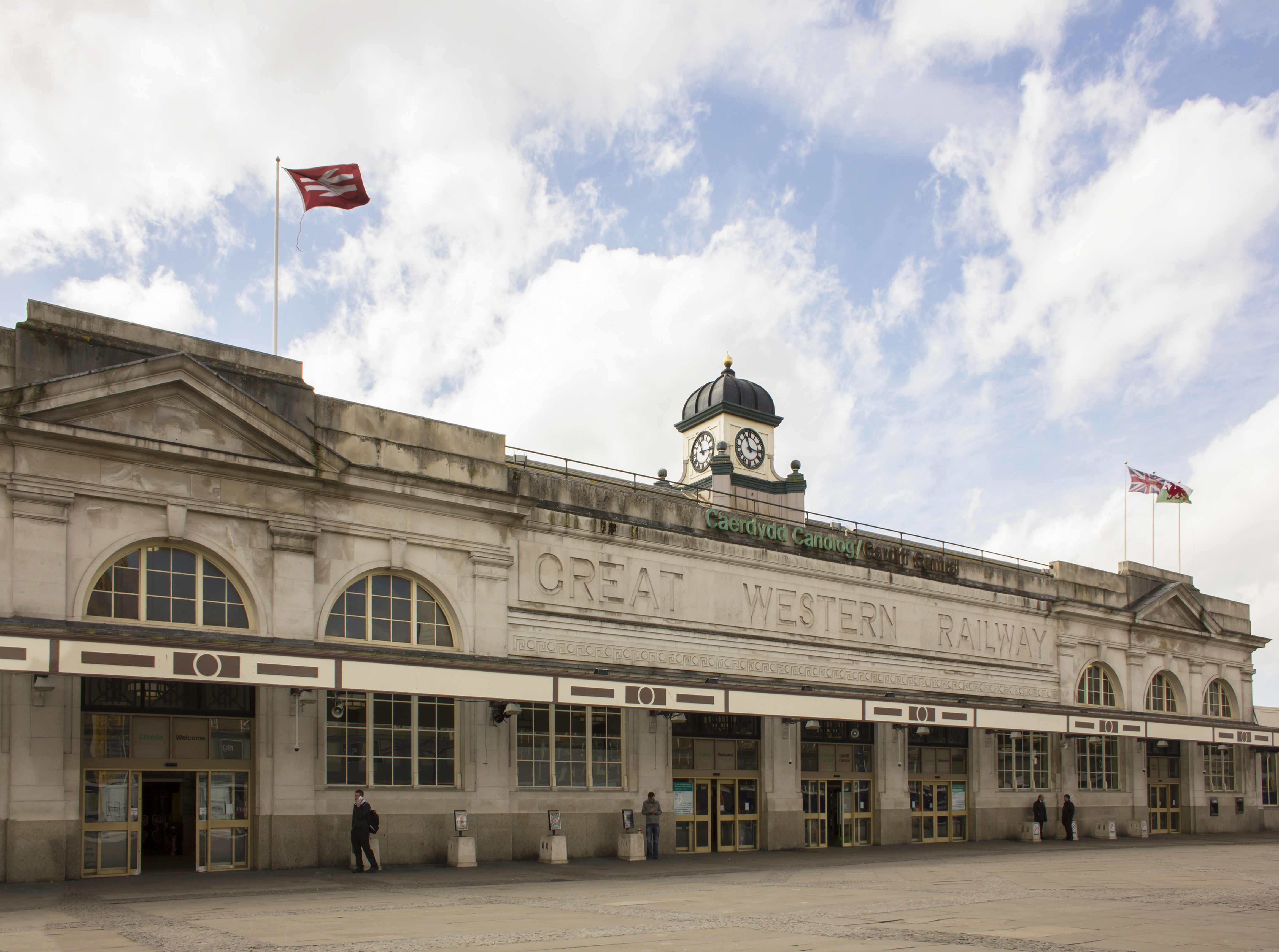
Cardiff Central Railway Station

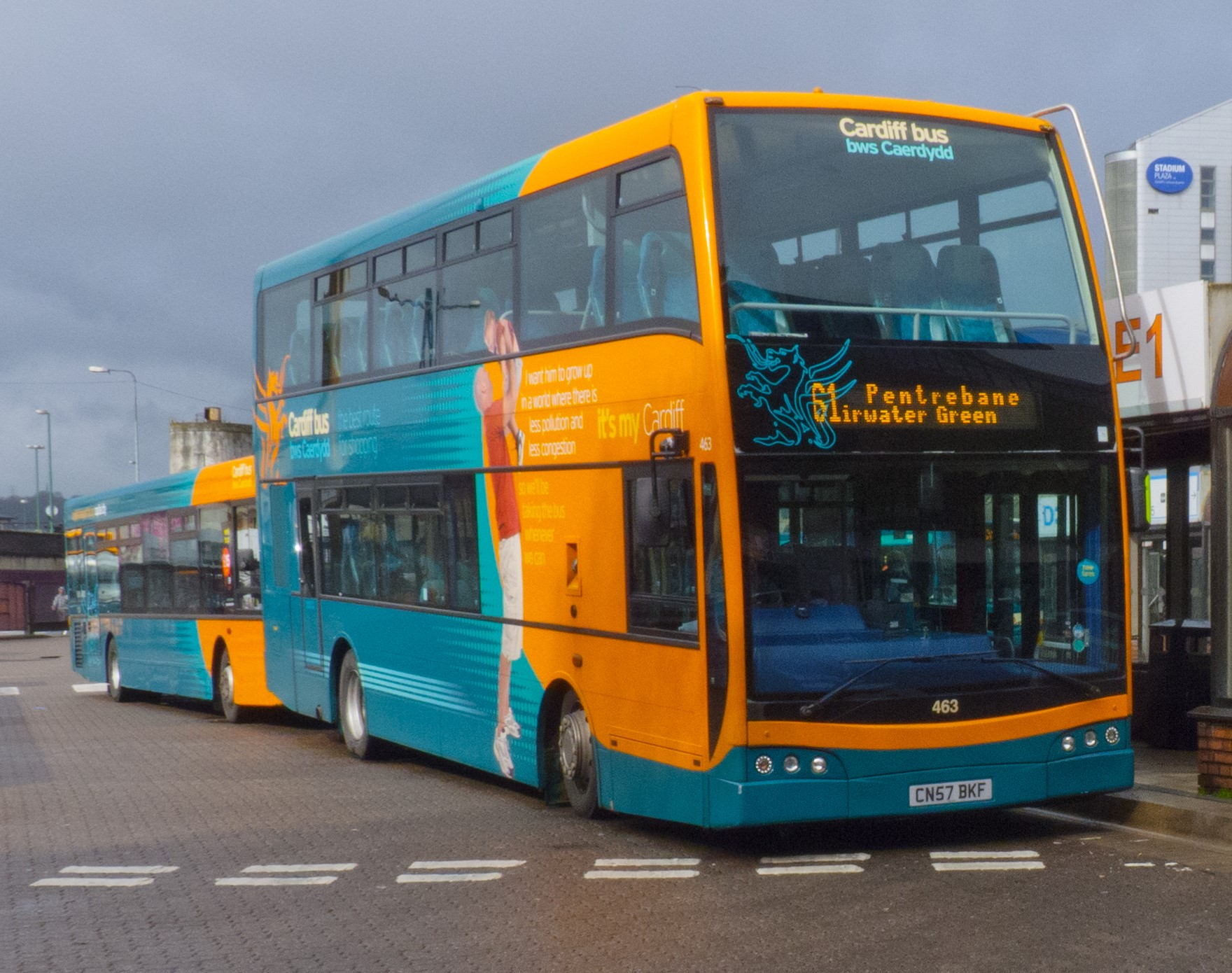
Cardiff Bus

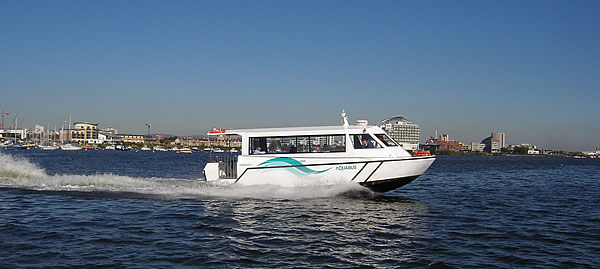
Aquabus

Flughafen
Etwa 16 km vom Stadtzentrum entfernt liegt im Südwesten der internationale Flughafen der walisischen Hauptstadt. Der Cardiff Airport dient als Flughafen für Süd-, West- und Mittelwales mit einigen europäischen Städte- und Urlaubszielen.
Autobahn
Cardiff liegt direkt am Motorway M4, der den Süden Englands und Wales in Ost-West-Richtung von London und Bristol bis westlich von Swansea durchquert und der gleichzeitig die einzige Autobahn in Wales ist. Motorway M4 kreuzt Motorway M5 bei Bristol und deshalb ist Cardiff mit dem Auto relativ schnell aus Exeter oder Birmingham erreichbar.
Eisenbahn
Cardiff Central railway station ist der größte Hauptbahnhof von Wales mit acht Haltebahnsteigen. Hier werden jedes Jahr ca. 10 Millionen Fahrgäste gezählt. Der Bahnhof dient als Hauptverkehrsdrehkreuz, wird u. a. von Transport for Wales/Trafnidiaeth Cymru angefahren und verbindet Cardiff mit anderen Städten in Wales wie Newport, Bridgend und Swansea. Im Fernverkehr gibt es Züge nach Wrexham und Holyhead sowie zu größeren Städten wie Birmingham, London, Manchester, Edinburgh und Glasgow. Darüber hinaus liegt Cardiff an der Haupteisenbahnstrecke von London nach Fishguard und ist Ausgangspunkt mehrerer Zweigstrecken.
Vorortbahn
Es gibt etwa 20 Vorortbahnhöfe in der Stadt und noch mehr im umliegenden Gebiet. Die Züge verbinden die Stadt mit Barry, Penarth, Bridgend, dem Flughafen, Pontypridd, Maesteg, Radyr, Caerphilly, Bargoed, Rhymney, Ebbw Vale, Aberdare, Merthyr Tydfil und Treherbert.
Busverkehr
Das Hauptverkehrsmittel im ÖPNV ist der Omnibus. Cardiff besitzt ein gut ausgebautes Buslinien-Netz welches von Cardiff Bus betrieben wird.
Der Zentrale Omnibusbahnhof befindet sich gegenüber dem Hauptbahnhof und wird von zahlreichen Stadt-, Regional- und Fernbuslinien bedient.
Wasser
Der Aquabus verkehrt stündlich zwischen Cardiff Innenstadt (Taff Mead Embankment) und Cardiff Bay (Mermaid Quay) Anlegestellen. Der Cardiff Waterbus verkehrt ganzjährig zwischen Pierhead vor dem Pierhead Building und Penarth am Ende der Schleuse Cardiff Bay Barrage. Zwischen März und Oktober finden Fahrten von Cardiff Harbour nach Flat Holm Island statt. Mit den restaurierten Raddampfschiffen Waverley und MV Balmoral finden Tagesausflüge mit verschiedenen Zielen im Bristol Channel statt.
Kreuzfahrtschiffe fahren Cardiff Harbour während der Sommermonate an, beginnend ab Mai bis Ende September eines jeden Jahres. Ziele sind u. a.: Spanien, Portugal, Italien, Frankreich, Norwegen, Island und Irland.

## Kultur und Sehenswürdigkeiten
Kulturelle Einrichtungen sind das National Museum Cardiff und das Welsh Centre for International Affairs, das im Temple of Peace beheimatet ist.
Das Museum für Technik zeigt anschaulich Wissenschaft, während das im Vorort St Fagans gelegene Freilichtmuseum Museum of Welsh Life Einblicke in die Lebensweisen des einfachen Volkes in der Vergangenheit bietet.
In Cardiff ist die Cardiff Naturalists’ Society ansässig, die am längsten existierende naturhistorische Organisation der Region.

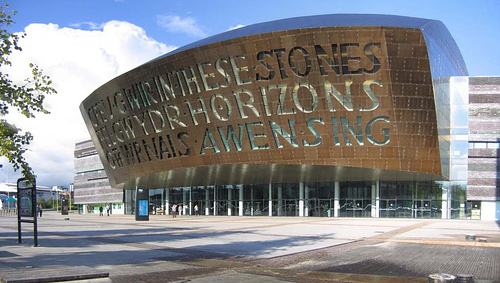
Cardiff Bay Millennium Centre

Die Welsh National Opera (WNO) (walis.: Opera Cenedlaethol Cymru) ist eine Operngesellschaft, die 1946 in Cardiff, Wales gegründet wurde. Sie setzt sich aus einem Orchester (The Orchestra of Welsh National Opera) und einem professionellen Chor (The Chorus of Welsh National Opera) zusammen.

### Religion
Cardiff ist Sitz der Diözese Llandaff der anglikanischen Church in Wales sowie des römisch-katholischen Erzbistums Cardiff-Menevia. Im Stadtteil Grangetown wurde 1982 der Shri Swaminarayan Mandir, der erste Hindu-Tempel in Wales, eröffnet.

### Musik
Die Cardiffer Musikszene hat sich stark entwickelt. So hat die BBC National Orchestra of Wales and Welsh National Opera, mehrere bekannte Stücke produziert. Darüber hinaus diente das Orchester und die Oper als Sprungbrett sowohl für Musiker als auch für Musikbands, die in Cardiff gegründet wurden und zu internationaler Bekanntheit gelangten. Zu ihnen gehören Charlotte Church, Shirley Bassey, Iwan Rheon, The Oppressed, Kids in Glass Houses, Los Campesinos, The Hot Puppies, The School, We’re No Heroes, Budgie und Shakin’ Stevens. Weitere Bands wie The Automatic, Manic Street Preachers, Lostprophets, Super Furry Animals, Catatonia und Bullet for My Valentine sind stark mit der Stadt Cardiff verbunden.

### Veranstaltungen
Jedes Jahr am 4. Oktober findet der Wizz Air Cardiff Half Marathon statt, an dem mehrere Tausend Läufer teilnehmen. Die Laufstrecke beträgt 21,1 Kilometer und führt quer durch die Stadt. Weitere Veranstaltungen sind u. a. das Cardiff Summer Festival, welches in der zweiten Woche im August stattfindet, das Wales Winter Wonderland, auf dem neben einem großen Weihnachtsmarkt auch eine große Eisfläche für Schlittschuhfahren angeboten wird, sowie das Cardiff Brewfest, Vueling Cardiff Bay Beach, Pride Cymru und P1 Welsh Grand Prix of the Sea.
Die meisten Konzerte finden in der Mehrzweckhalle Motorpoint Arena Cardiff und in der St. David’s Hall statt.

### Sport

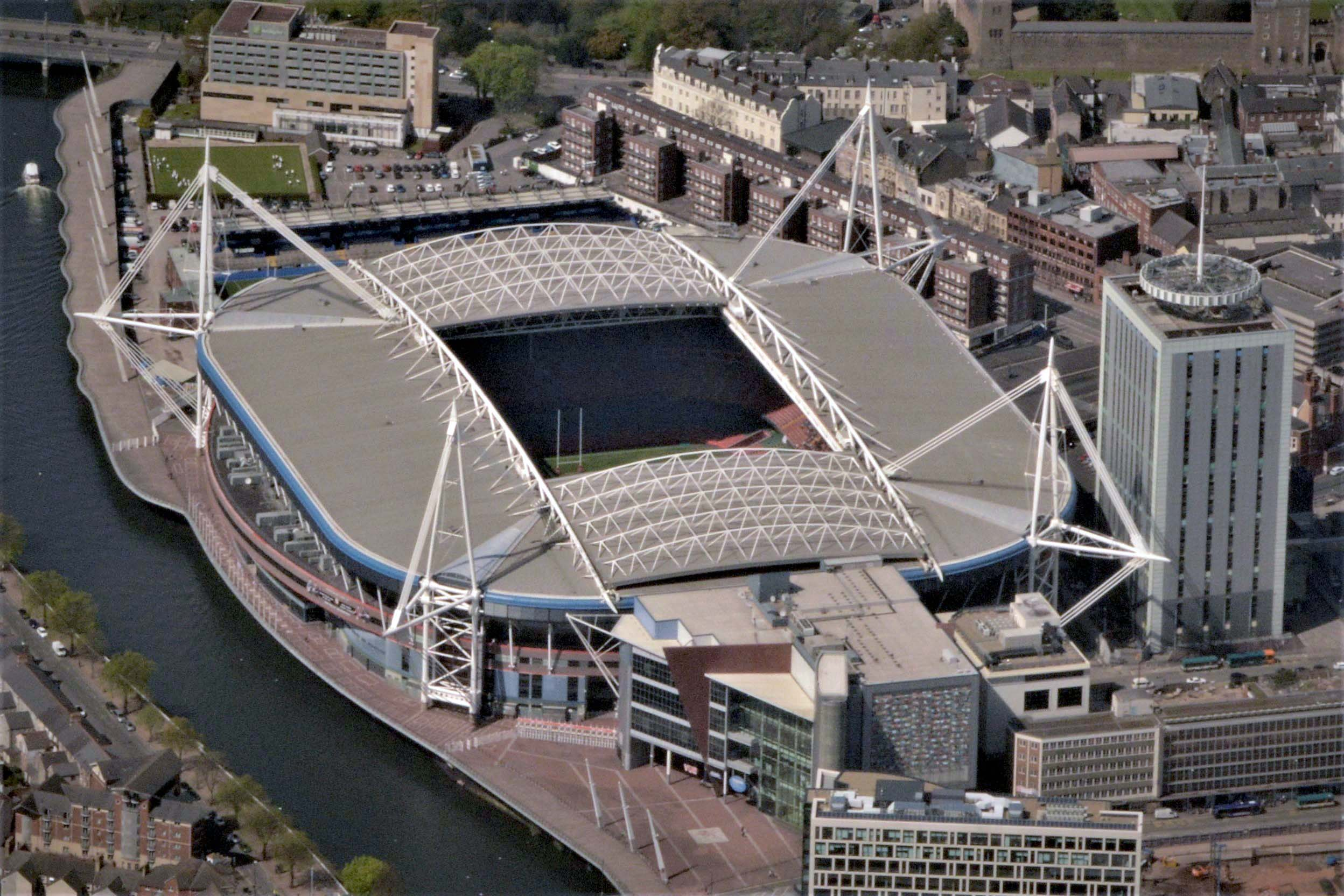
Das Millennium Stadium ist das größte Stadion in Wales

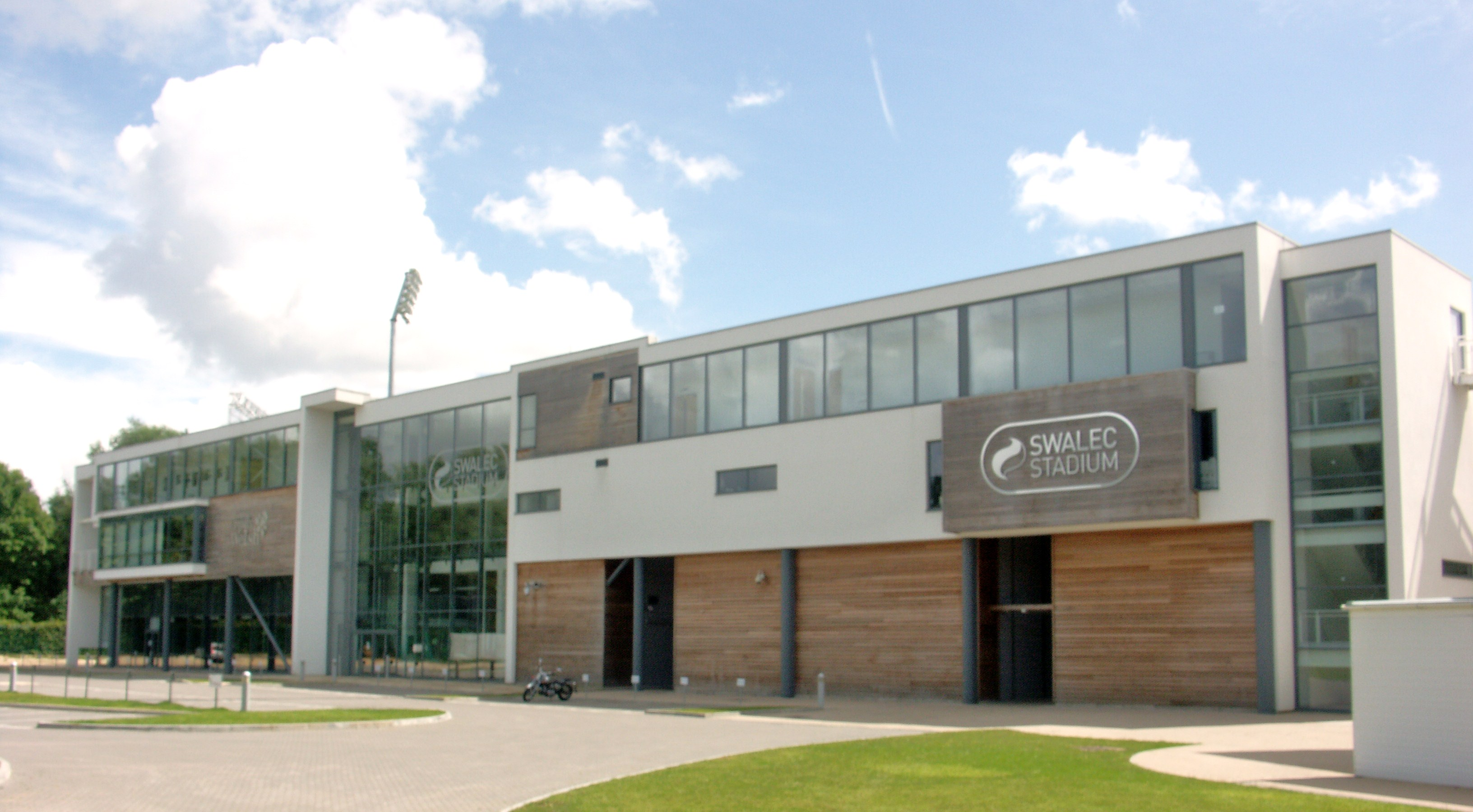
Sophia Gardens ist das einzige Test-Cricket-Stadion in Wales

Cardiff war Gastgeber der British Empire and Commonwealth Games 1958 und unter anderem einer der Austragungsorte bei der Frauen-Rugby-Union-Weltmeisterschaft 1991 sowie der Rugby-Union-Weltmeisterschaft 1991, dem Cricket World Cup 1999, der Rugby-Union-Weltmeisterschaft 1999, der Rugby-Union-Weltmeisterschaft 2007, der Rugby-Union-Weltmeisterschaft 2015 und dem Cricket World Cup 2019.
In Cardiff befinden sich mit Sophia Gardens ein Test-Cricket-Stadion. Während der Ashes Tour 2009 wurde das erste Test Match in Wales bestritten, das zwischen England und Australien im Remis endete.
Die Walisische Rugby-Union-Nationalmannschaft bestreitet während den jährlichen Six Nations ihre Heimspiele im Millennium Stadium, das sich im Besitz der Welsh Rugby Union befindet. Cardiffs professionelle Rugbymannschaft Cardiff RFC bestreitet hier ihre Heimspiele in der United Rugby Championship. Das Millennium Stadium ersetzte den früheren Cardiff Arms Park. Das 1999 eröffnete Stadion mit 74.500 Sitzplätzen befindet sich direkt in der Innenstadt am River Taff. Auch die walisische Frauen-Rugby-Union-Nationalmannschaft spielt ihre Heimspiele während der jährlichen Six Nations der Frauen im selben Stadion.
Der Fußballverein Cardiff City spielt aktuell in der zweitklassigen Football League Championship. Cardiffs bekanntester Sportler ist der Fußballer Gareth Bale.
Die Cardiff Devils spielen in der höchsten britischen Eishockeyliga EIHL und nehmen 2020/21 für Großbritannien an der Champions Hockey League teil.
Cardiff war von 1999 bis 2004 Austragungsort der Welsh Open im Snooker, die Turniere fanden in der International Arena und im Welsh Institute of Sport statt. Nachdem das Turnier anschließend 10 Jahre lang in Newport ausgetragen worden war, fand es von 2015 bis 2020 wieder in Cardiff in der Motorpoint Arena statt.

### Bauwerke

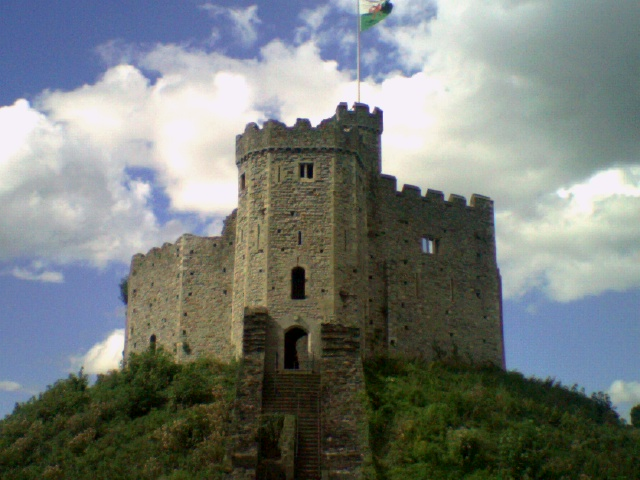
Der normannische Keep von Cardiff Castle

Zu den höchsten Gebäuden zählt der Capital Tower. Das Gebäude wurde 1967 fertiggestellt und erreicht eine Höhe von 80 Metern. Der Capital Tower war das höchste Gebäude von Wales bis zum 12. September 2008 nach dem es vom The Tower, Meridian Quay in Swansea abgelöst wurde. Das zweitgrößte Gebäude ist das British Telecom Stadium House. Das Gebäude erreicht eine Höhe von 78 Meter und wurde 1976 fertiggestellt. Das Gebäude wurde 2002 grundsaniert, dabei wurde eine markante Stahlkonstruktion samt Antennenmast auf dem Gebäude installiert. Mit diesem Aufbau erreicht das Gebäude eine Höhe von 120 Meter.
Das Cardiff Castle entstand im 12. Jahrhundert auf den Überresten eines römischen Kastells. Es hatte viele wechselnde Besitzer, bis es im Jahr 1776 an John Stuart, Sohn des Earl of Bute ging. Dessen Urenkel verpflichtete den berühmten Baumeister William Burges mit dem Umbau zu einer repräsentativen Wohnanlage, die im Jahr 1881 fertiggestellt wurde. Im nordwestlich gelegenen Stadtteil befinden sich die ursprünglich im 12. Jahrhundert errichtete Kathedrale von Llandaff, die heute zur Church in Wales gehört, sowie Llandaff Palace, die Ruine des Palastes der Bischöfe von Llandaff. Die römisch-katholische Kathedrale von Cardiff wurde 1884–1887 im neugotischen Stil erbaut.
Am 2. März 2006 wurde in direkter Nähe zur Cardiff Bay ein neues Parlamentsgebäude namens Senedd eröffnet. An der Cardiff Bay befinden sich außerdem Tŷ Hywel und das Pierhead Building, zwei weitere Standorte des walisischen Parlaments, und das Wales Millennium Centre, der Sitz der Welsh National Opera.
Die älteste Einkaufspassage, die Royal Arcade, stammt aus dem Jahr 1856.
Im November 2007 wurde das Völkermord-Mahnmal Wales zum Völkermord an den Armeniern im Osmanischen Reich eingeweiht.

### Parks und Erholung

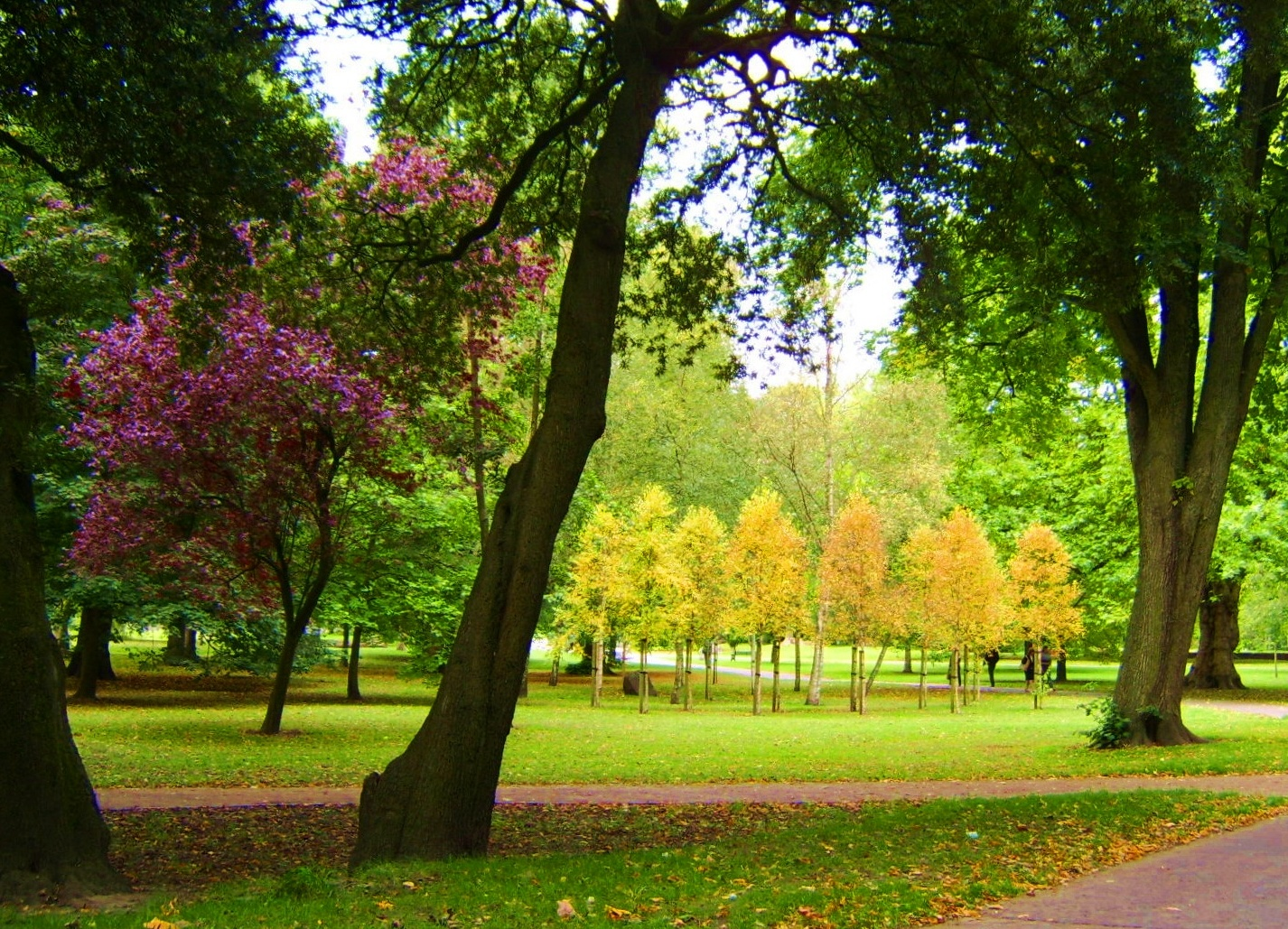
Cardiff Bute Park

Etwa zehn Prozent der Gesamtfläche der Stadt umfasst Parkanlagen. Cardiffs Hauptpark ist der Bute Park, der nördlich von einer der Haupteinkaufsstraßen an die Queens Street grenzt. Die Wege durch den Park verbinden die Innenstadt mit dem nördlichen Teil der Stadt. Der Park verfügt über große Wiesen und Sitzbänke. Weitere Parkanlagen sind unter anderem der Roath Park im Norden, der über einen Fluss verfügt, auf dem man mit kleinen Booten fahren darf, sowie die St John’s Gardens im Stadtzentrum. Weitere Erholungsflächen sind die Howardian Local Nature Reserve mit einer Fläche von 130.000 m2 in der Nähe des unteren Rhymney-Tales in Penylan, bekannt für ihre Orchideen und der Forest Farm Country Park, welcher am Taff in Whitchurch gelegen ist.

## Galerie

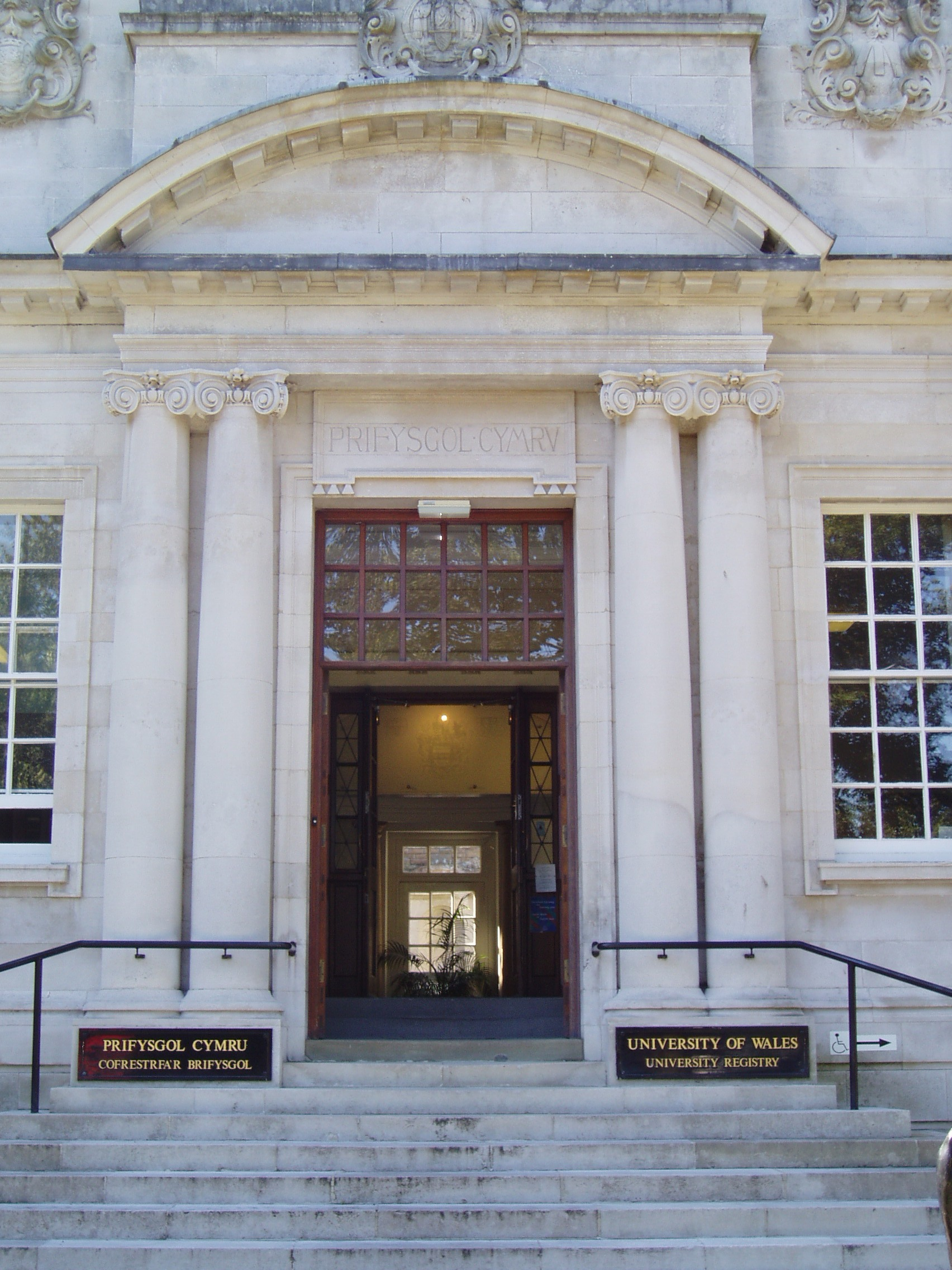
Der Eingang zur zweisprachigen University of Wales in Cardiff
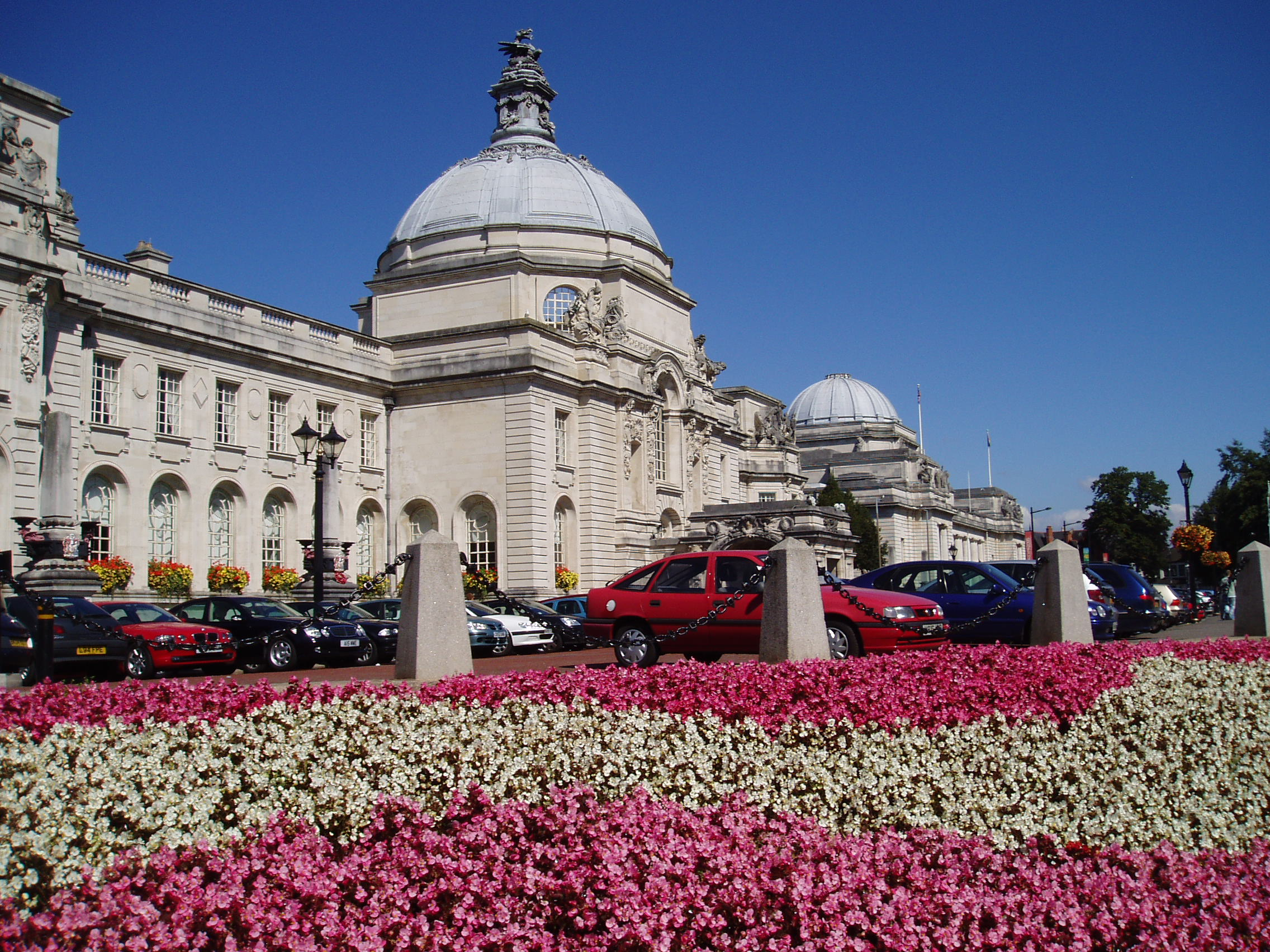
Rathaus (City Hall) der Stadt Cardiff
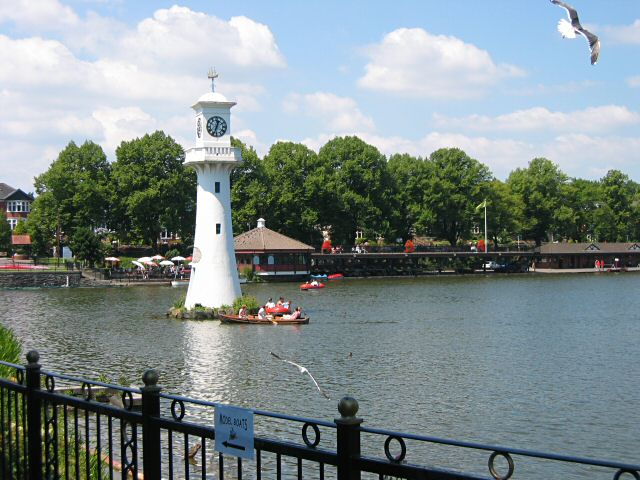
Roath Park
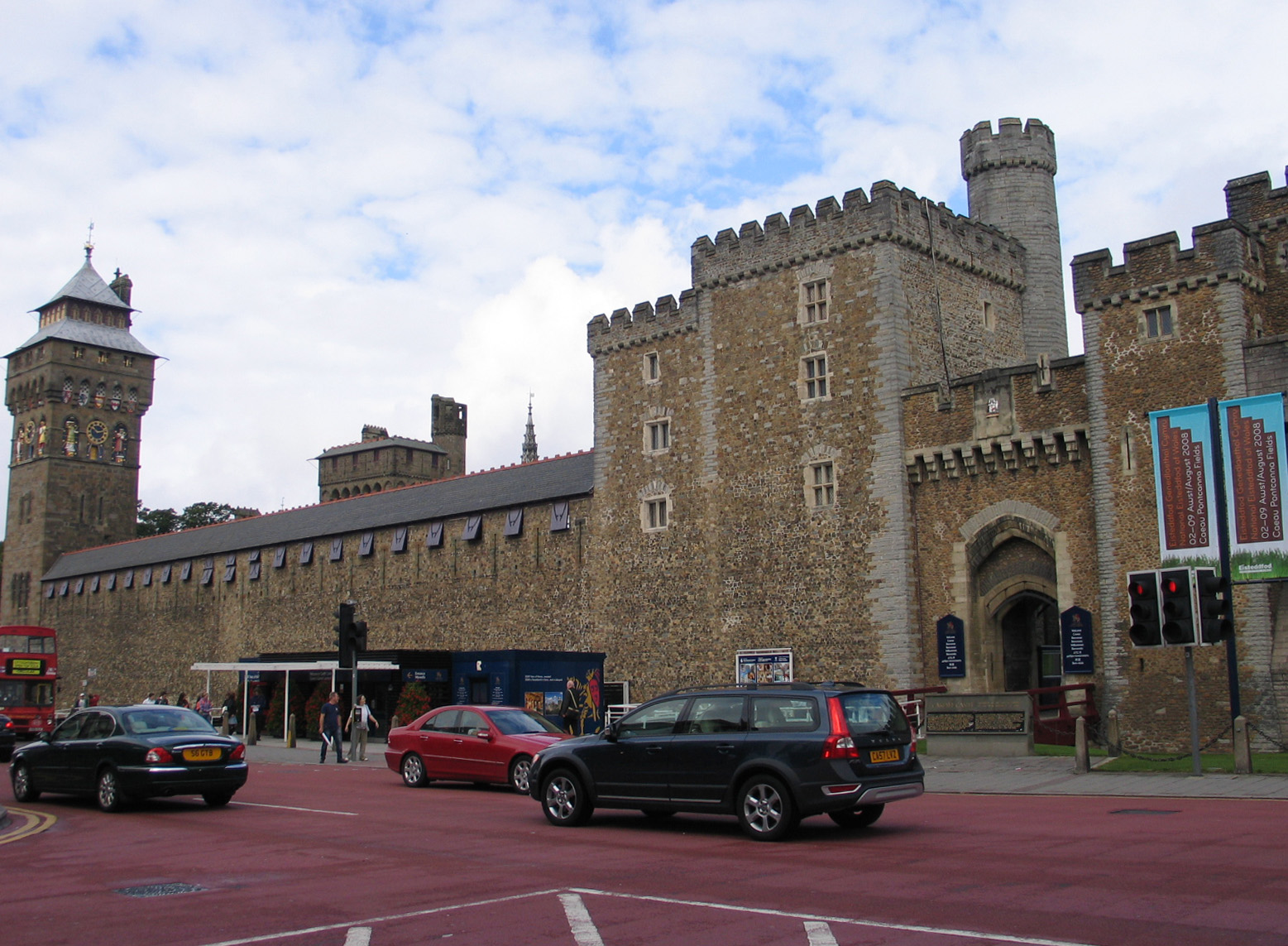
Cardiff Castle
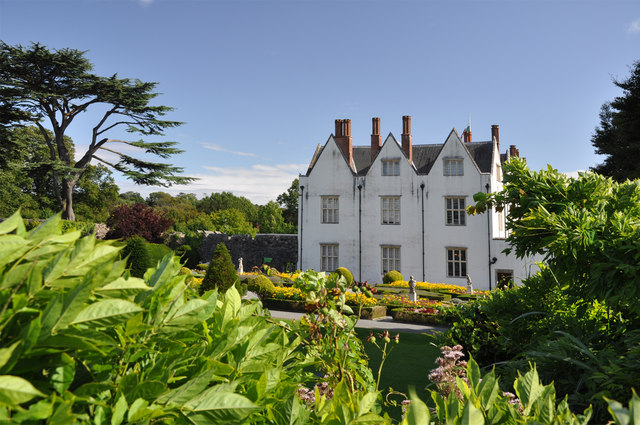
St Fagans Castle
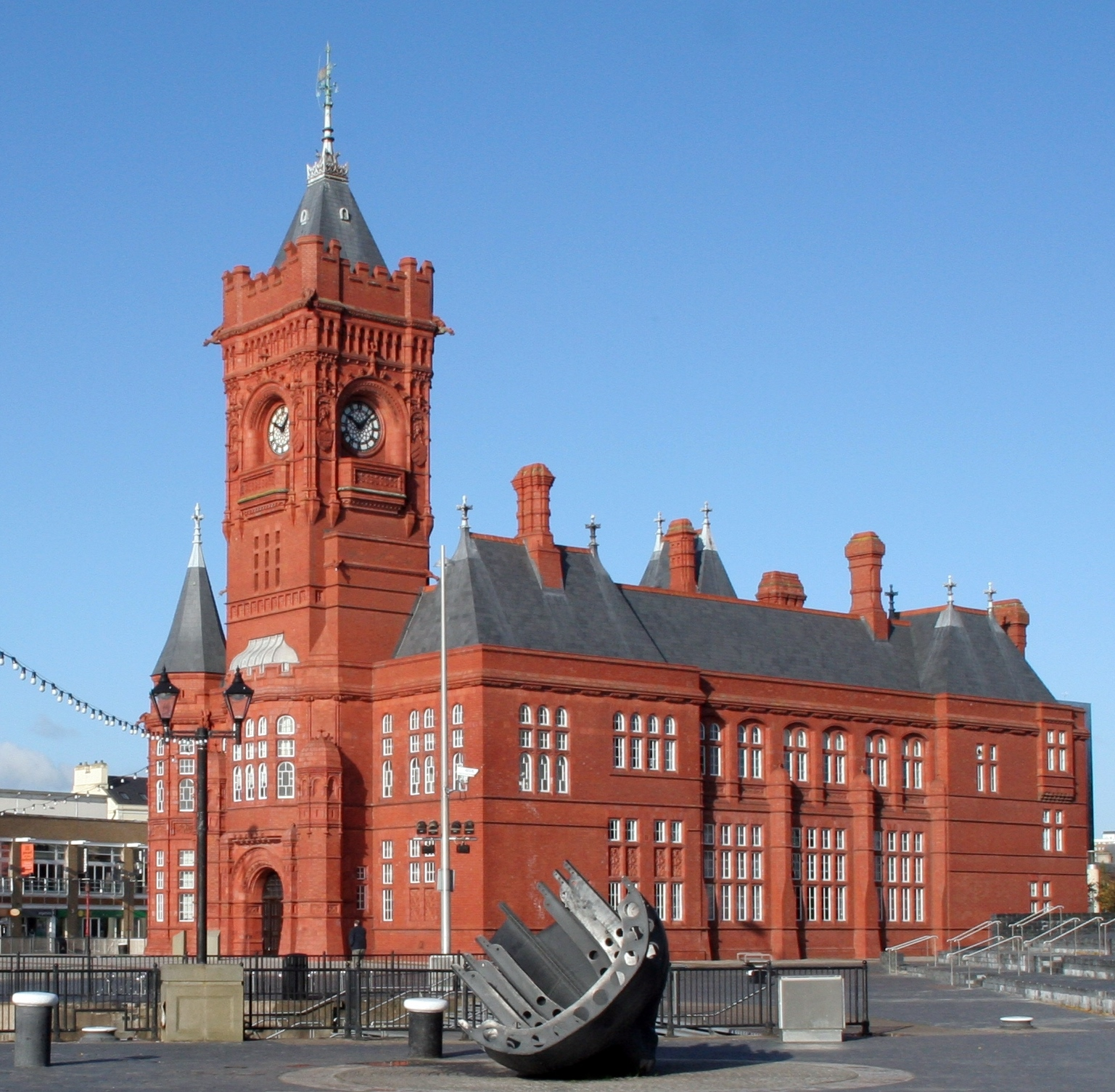
Pierhead Building